# نظامی‌گران
نظامی‌گران، تلاطم تاریخ شووا دسته نظامی‌گران، (به ژاپنی: 激動の昭和史 軍閥, Gekido no Showa shi-Gunbatsu)، یک فیم به زبان ژاپنی است که در سال ۱۹۷۰ اکران شد. این فیلم در آمریکا در سال ۱۹۷۱ اکران شد.
در این فیلم توشیرو میفونه نقش یاماموتو ایسوروکو دریادار و فرمانده کل قوای ناوگان دریایی امپراتوری ژاپن در جنگ جهانی دوم را ایفا می‌کند.